# Xanthia fulvago
Xanthia fulvago är en fjärilsart som beskrevs av Carl von Linné 1761. Xanthia fulvago ingår i släktet Xanthia och familjen nattflyn. Inga underarter finns listade i Catalogue of Life.